# Шелифф
Шели́фф (араб. وادي الشلف‎) — самая протяжённая река Алжира, впадает в Средиземное море.
Длина реки от истока Себгага, берущего начало в Сахарском Атласе, составляет 725 км. Площадь бассейна — около 35 000 км². Пересекая Высокие плато Туиль в виде непрерывной цепочки болот и грязевых водоёмов, река теряет большую часть своего стока, но затем принимает приток Нахр-Васель. После река резко поворачивает на север и протекает в глубоком ущелье в Телль-Атласе. В 24 км к востоку от города Хемис-Мильяна Шелифф поворачивает на запад и течёт 230 км параллельно побережью Средиземного моря в долине между горными массивами. Впадает в Средиземное море в 13 км севернее города Мостаганем.
На реке стоят города Хемис-Мильяна, Айн-Дефла, Эш-Шелифф.
Расход воды летом составляет около 1 м³/с, после зимних дождей может достигать 1000—5000 м³/с. На реке построены ГЭС, водохранилище. Река используется для орошения. В долине развито сельское хозяйство: цитрусовые, виноград, хлопок.